# Remarriage & Desires
	Remarriage & Desires (koreanischer Originaltitel: 블랙의 신부 Beullaeg-ui Sinbu) ist eine südkoreanische Dramaserie, die von Image9 Communications und Tiger Studio für Netflix umgesetzt wurde. Die Serie wurde am 15. Juli 2022 weltweit auf Netflix veröffentlicht.

## Handlung
Mit einem satirischen und gesellschaftskritischen Unterton spielt sich die Handlung im Umfeld der Partnervermittlungsagentur für Elite-Singles Rex ab. Mit Hilfe von Rex versuchen die ambitionierten Klientinnen in die oberste Schicht der Gesellschaft einzuheiraten. Seo Hye-seung, eine geschiedene Frau, die alles verloren hat, nutzt die Dienste von Rex, um sich an der intriganten Geliebten ihres verstorbenen Ex-Mannes zu rächen.

## Besetzung und Synchronisation
Die deutschsprachige Synchronisation entstand nach den Dialogbüchern sowie unter der Dialogregie von Katharina Gräfe und Rebecca Völz durch die Synchronfirma VSI Synchron in Berlin.

### Hauptdarsteller
| Rolle         | Schauspieler  | Synchronsprecher  |
| ------------- | ------------- | ----------------- |
| Seo Hye-seung | Kim Hee-sun   | Giuliana Jakobeit |
| Lee Hyung-ju  | Lee Hyun-wook | Amadeus Strobl    |
| Jin Yoo-hui   | Jung Eugene   | Olivia Büschken   |
| Cha Seok-jin  | Park Hoon     | Daniel Völz       |
| Choi Yoo-sun  | Cha Ji-yeon   | Dascha Lehmann    |

### Nebendarsteller
| Rolle                | Schauspieler   | Synchronsprecher      |
| -------------------- | -------------- | --------------------- |
| Kang Nam-sik         | Kwon Hyuk      | Tobias Nath           |
| Kang Min-ji          | Kim Ah-song    | Valentina Bonalana    |
| Jung Mi-jin          | Kim So-ra      | Magdalena Höfner      |
| Heo Jung-in          | Kim Yoon-seo   | Marie Bierstedt       |
| Baek Jae-hui         | Jeon Ji-hye    | Melanie Hinze         |
| Park Jin-su          | Cha Yup        | Dennis Schmidt-Foß    |
| Ju Ho-chan           | Kim Sa-kwon    | Marcel Mann           |
| Choi Sung-jae        | Kim Young-hoon | Valentin Stilu        |
| Lee Jun-ho           | Park Sang-hoon | Nicolas Rathod        |
| Ha Young-seo         | Baek Joo-hee   | Marieke Oeffinger     |
| Cha Yong-hwan        | Jang Gwang     | Erich Räuker          |
| Hwang Sung-hui       | Kim Young-ah   | Sonja Spuhl           |
| Kim Ji-sun           | Cha Min-jee    | Uschi Hugo            |
| Go Ae-ran            | Kim Sun-kyung  | Dina Kürten           |
| Son Pil-young        | Nam Myung-ryul | Nils Nelleßen         |
| Choi Myeong-woo      | Choi Byung-mo  | Paul Matzke           |
| Frau Noh             | Kim Mi-kyung   | Julia Biedermann      |
| Na Mi-ok             | Yoon Seok-hwa  | Heike Beeck           |
| Professor Oh Gun-tae | Park Jae-wan   | Jan Makino            |
| Professor            | Seo Hyun-chul  | Pierre Peters-Arnolds |
| Jang Pil-won         | Kim Sa-hoon    | Daniel Kröhnert       |
| Lee Yun-seok         |                | Sebastian Borucki     |

## Episodenliste
| Nr.                                                                       | Deutscher Titel | Originaltitel |
| ------------------------------------------------------------------------- | --------------- | ------------- |
| 1                                                                         | Folge 1         | 1화           |
| 2                                                                         | Folge 2         | 2화           |
| 3                                                                         | Folge 3         | 3화           |
| 4                                                                         | Folge 4         | 4화           |
| 5                                                                         | Folge 5         | 5화           |
| 6                                                                         | Folge 6         | 6화           |
| 7                                                                         | Folge 7         | 7화           |
| 8                                                                         | Folge 8         | 8화           |
| Am 15. Juli 2022 wurden alle Folgen der Serie bei Netflix veröffentlicht. |                 |               |